# 3 Idiots
3 Idiots is een Indiase komediefilm uit 2009, geregisseerd door Rajkumar Hirani. De film is gebaseerd op het boek Five Point Someone van Chetan Bhagat. De hoofdrolspelers Aamir Khan, Ranganathan Madhavan en Sharman Joshi werkten voor het eerst weer samen sinds de Bollywood-hit Rang De Basanti uit 2001. Toen de film werd uitgebracht in India, brak hij meerdere records voor een Bollywoodfilm, waaronder het beste openingsweekend en de hoogste bioscoopopbrengst.

## Verhaal
Twee vrienden zijn op zoek naar hun lang verloren metgezel. Ze gaan terug naar hun studententijd en halen herinneringen op aan hun vriend die hen inspireerde om anders te denken, zelfs terwijl de rest van de wereld hen "idioten" noemde.

## Rolverdeling
| Acteur         | Personage                                              |
| -------------- | ------------------------------------------------------ |
| Aamir Khan     | Ranchhoddas Shamaldas Chanchad/ Phunsukh Wangdu        |
| R. Madhavan    | Farhan Qureshi                                         |
| Sharman Joshi  | Raju Rastogi                                           |
| Kareena Kapoor | Pia Sahastrabuddhe                                     |
| Boman Irani    | Dr. Viru Sahastrabuddhe                                |
| Omi Vaidya     | Chatur Ramalingam                                      |
| Rahul Kumar    | Manmohan                                               |
| Javed Jaffrey  | de echte Ranchhoddas Shamaldas Chanchad (gastoptreden) |
| Ali Fazal      | Joy Lobo (gastoptreden)                                |